# شیرینی مینیاتوری
شیرینی مینیاتوری یکی از انواع شیرینی‌های سنتی ایرانی است. مواد اصلی آن را آرد، شکر، روغن و شربت قوام آمده تشکیل می‌دهد.